# Кладбище Синглтон
Кладбище Синглтон (англ. Singleton's Graveyard) — историческое кладбище, расположенное недалеко от SC 261 на высоких холмах Санти, в 6 милях к югу от Уэджфилда, Южная Каролина. 13 мая 1976 года оно было внесено в Национальный реестр исторических мест США.

## История
Кладбище Синглтон было семейным кладбищем богатой и известной семьи Синглтонов, происходящей от полковника Мэтью Синглтона (1728–1787), который поселился в этом районе в середине XVIII века. Оно расположено на плантации Мелроуз, созданной в 1760 году, одной из многих плантаций семьи. Однако от Мелроуза осталось только кладбище. 43 известных могилы датируются 1794–1944 годами. Многие из них принадлежат к членам семьи Синглтона, к их числу относится и могила самого Мэтью Синглтона. Самый примечательный памятник — могила губернатора Джорджа Макдаффи (1790–1851), мужа Мэри Ребекки Синглтон, дочери полковника Ричарда Синглтона. Он был спроектирован известным скульптором Оттавиано Гори из Нью-Йорка. Уильям Теннант (1740-1777), известный пресвитерианский священник и политик, как полагают, похоронен здесь, поскольку его вдова записала в семейной Библии, что он умер на «Высоких холмах капитана Синглтона в Санти, 11 августа 1777 года…»

## Связь Синглтонов и Ван Бюренов

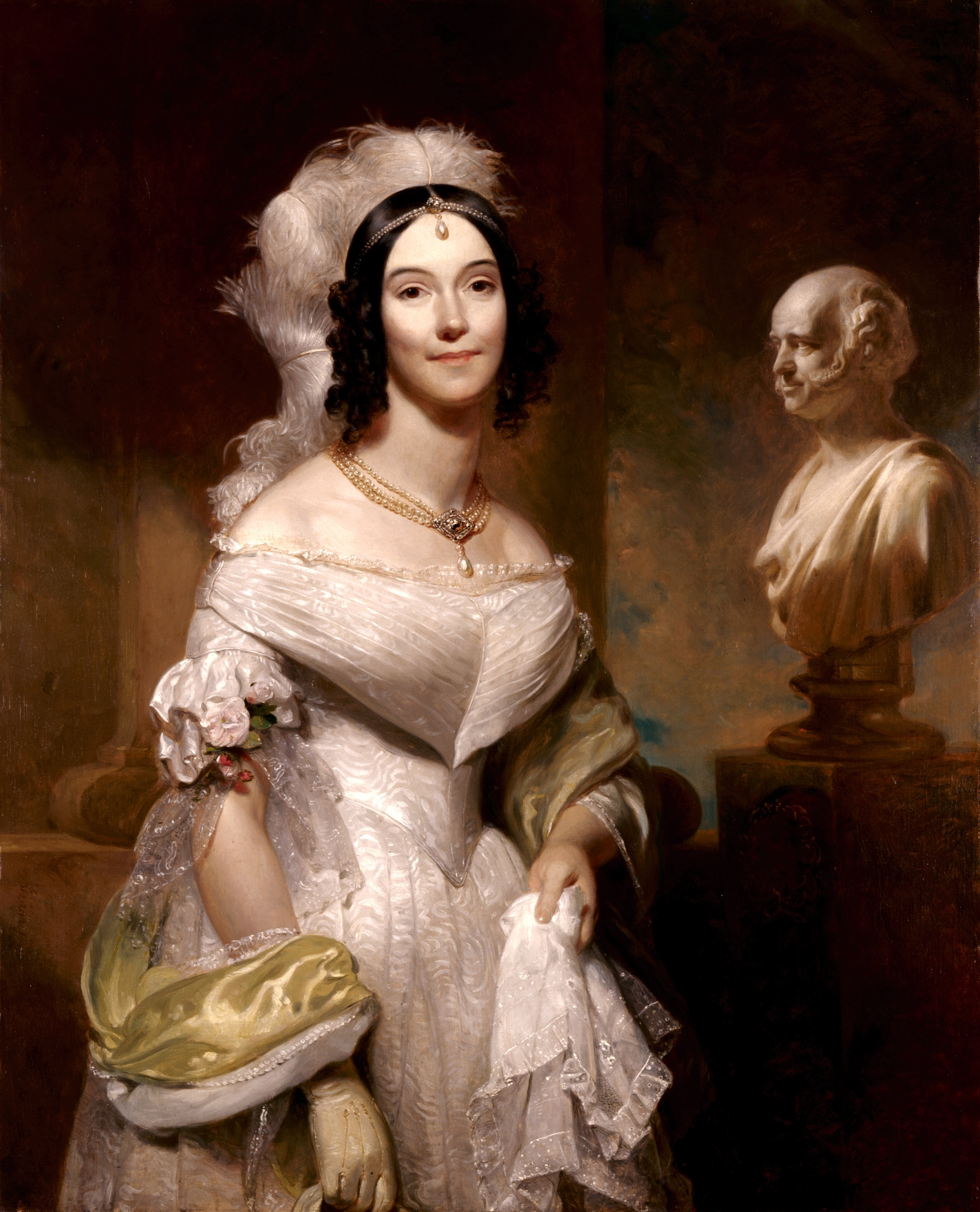
Портрет Сары Анжелики Синглтон Ван Бюрен работы Генри Инмана (1842)

Сара Анжелика Синглтон, дочь полковника Ричарда Синглтона и его жены Ребекки Трэвис Коулз, вышла замуж за Абрахама Ван Бюрена 27 ноября 1838 года в доме своих родителей в Уэджфилде. Её свёкор, Мартин Ван Бюрен, был тогда восьмым президентом Соединённых Штатов, а она занимала пост первой леди в оставшееся время его пребывания в Белом доме (так как жена Мартина Ван Бюрена, Ханна Ван Бюрен, умерла в 1819 году, а Мартин Ван Бюрен после смерти жены до конца жизни оставался вдовцом). Сара Анжелика была также похоронена на кладбище Синглтон.